# Puerta del Colodro
La puerta del Colodro fue una puerta de acceso situada en el tramo norte de la muralla de la Axerquía de Córdoba (España).

## Historia
Esta puerta fue construida después de la conquista cristiana de la ciudad. Sufrió varias reedificaciones, siendo abierta y cerrada siempre que se padecía alguna epidemia. Fue derribada en el año 1882.
En 2009, durante las obras de reforma de la plaza del Colodro, se descubrieron los restos de la puerta del Colodro, así como de parte de las murallas adyacentes. Parte de los restos, entre los que se incluye la puerta, se han integrado en la nueva plaza en donde pueden visitarse.

## Topónimo
Su nombre se debe a que el 24 de enero de 1236, por el lugar en el cual posteriormente se construiría la puerta, un almogávar que sabía árabe llamado Álvaro Colodro, natural de Cobeña, escaló la muralla y sorprendió a los centinelas, a quienes tiró al campo para que sus amigos los acabasen de matar, lo cual desencadenó la conquista cristiana de la ciudad.